# Departamento de Cuscatlán
Cuscatlán es uno de los catorce departamentos que conforman la República de El Salvador.

## Historia
Cuscatlán era desde la antigüedad una ciudad célebre por sus riquezas y el poderío de sus príncipes y fue considerada la principal metrópoli de los aborígenes pipiles de El Salvador precolombino. Fue fundada en 1504 por el monarca Topiltzín Acxitl y librada de muchas guerras por el valiente nativo Atlácatl, quien reinó en el lugar antes de la época colonial.
En 1770, su población apenas la formaban 19 familias indígenas y 115 ladinos. Los siglos han transcurrido y sucesos importantes han marcado la historia de la ciudad. Cuscatlán constó con los distritos o partidos de Cojutepeque y Suchitoto, creados respectivamente en 1786. El departamento fue constituido durante la administración del jefe de Estado Nicolás Espinoza, por Decreto Ejecutivo el 22 de mayo de 1835.
Originalmente Suchitoto fue su cabecera, pero a partir del 12 de noviembre de 1861 es la ciudad de Cojutepeque.

## Toponimia
Es de origen náhuat, Kuskat, "collar, piedra preciosa, tesoro" y Tan "locativo". Etimológicamente significaría: "lugar de cosas preciosas". Su topónimo es: Kuskatan. [cita requerida]

## Geografía
La geografía del departamento de Cuscatlán es de carácter montañoso. Pero a la vez posee unas llanuras a orillas del Río Lempa. Su topografía lo certifica como terrenos aptos para la agricultura y además cuenta con la presencia del Lago de Ilopango, que es uno de sus mayores atractivos turísticos. Se encuentra situado en la región central del país y limita al N y NE con el departamento de Chalatenango, al E con Cabañas, al SE con San Vicente, al S con el Lago de Ilopango y el departamento de La Paz y, por último, al O con el departamento de San Salvador. En el N el valle del río Lempa origina una región plana y fértil, apropiada para la actividad agrícola. El centro y sur del departamento, en cambio, son más montañosos. El departamento comprende una superficie de 756 km² y tiene una población estimada de 216.446 habitantes (2007).
Se cultiva sobre todo caña de azúcar y, en menor proporción, tabaco de excepcional calidad, café y cereales. La cabecera departamental es Cojutepeque, una de las ciudades relevantes de El Salvador conocida como "la ciudad de las neblinas". En años anteriores, esta ciudad, se destacó por ser un significativo centro comercial, importante para la manufactura del tabaco, el dulce de panela y café de excelente calidad. El trabajo artesanal se encuentra muy desarrollado en todo el departamento; cabe mencionar las localidades de Tenancingo, donde se realizan trabajos de cestería y se fabrican sombreros y esteras, y Suchitoto, centro turístico donde se conservan construcciones coloniales y se desarrolla la alfarería, cestería y pirotecnia.

## Economía
Su economía se fundamenta básicamente en la agricultura que se especifica en el cultivo de la caña de azúcar. Así mismo,  en menor proporción el tabaco, que es de excelente calidad. La manufactura de artesanías es otro de los pilares fundamentales de la economía de este departamento.
Son expertos en la fabricación de;  sombreros, cestas de todo tipo y esteras, concretamente en el municipio de Tenancingo. También, la pirotecnia y la alfarería están presentes en el fundamento de la economía del departamento de Cuscatlán.  A esto se le suma la fabricación del dulce de panela en el municipio Suchitoto.
La economía del departamento está muy bien considerada. De Hecho, ocupa el tercer lugar del país presentando un producto interno bruto de 0,900. La economía de Cuscatlán es la tercera más grande de El Salvador solo superada por La Libertad y San Salvador. Cuscatlán posee una economía mixta basada en la agricultura mayormente. Su capital, Cojutepeque, tiene un alto índice de desarrollo.

## Demografía
El departamento comprende una superficie de 756 km² y tiene una población de 244.901 habitantes

## Religión
| Religión en Cuscatlan (2018) | Religión en Cuscatlan (2018) | Religión en Cuscatlan (2018) | Religión en Cuscatlan (2018) | Religión en Cuscatlan (2018) |
| ---------------------------- | ---------------------------- | ---------------------------- | ---------------------------- | ---------------------------- |
| Religión                     | Religión                     |                              | Porcentaje                   | Porcentaje                   |
| Catolicismo                  | Catolicismo                  |                              | 60 %                         | 60 %                         |
| Protestantismo               | Protestantismo               |                              | 30 %                         | 30 %                         |
| Sin Religión                 | Sin Religión                 |                              | 7 %                          | 7 %                          |
| Otras religiones             | Otras religiones             |                              | 3 %                          | 3 %                          |

El catolicismo representa el 60% de la población y el protestantismo representa el 30%. El 7% de la población no profesa ninguna religión y el 3% pertenece a otras religiones.

## División administrativa

### Municipios y Distritos Municipales Desde 2023

#### Municipio deCuscatlán Norte
1. Suchitoto
2. San José Guayabal
3. Oratorio de Concepción
4. San Bartolomé Perulapía
5. San Pedro Perulapán

#### Municipio deCuscatlán Sur
1. Cojutepeque (capital)
2. Candelaria
3. El Carmen
4. El Rosario
5. Monte San Juan
6. San Cristóbal
7. San Rafael Cedros
8. San Ramón
9. Santa Cruz Analquito
10. Santa Cruz Michapa
11. Tenancingo